# Carl Erich Kroschke
Carl Erich Kroschke (* 16. Juni 1899 im Deutschen Reich; † nach 1944) war ein deutscher Tontechniker beim Film.

## Leben und Wirken
Über Kroschkes Herkunft und Werdegang ist derzeit nichts bekannt. Er hatte eine Ausbildung zum Tontechniker erhalten und wurde unmittelbar nach Beginn der Tonfilm-Ära in Deutschland zur Filmbranche geholt. Seine erste nachweisliche Arbeit brachte ihn zur Terra, danach arbeitete Kroschke auch für zahlreiche andere Firmen. Schon vor 1933 war er an einer Reihe von höchst unterschiedlichen Produktionen beteiligt, darunter das konventionelle Schützengrabendrama Die andere Seite und die gänzlich gegensätzlich gestaltete, symbolhafte Weltkriegsverdammung Niemandsland (beide 1931) ebenso wie das mit ernsten Untertönen versehene Arbeitslosenlustspiel Drei von der Stempelstelle und die sozialistische Proletariergeschichte Kuhle Wampe oder: Wem gehört die Welt?.
Nach einer vierjährigen Pause kehrte Kroschke erst 1936 zur Filmbranche zurück und wirkte dort fortan bis zum Untergang des Dritten Reichs. Auch hier war er für unterschiedliche Firmen tätig, neben der UFA auch erneut für die Terra sowie die F.D.F., Georg Witt und zuletzt mehrfach für die Berlin-Film. Seine bekanntesten Produktionen in der NS-Zeit waren Stadt Anatol, Tango Notturno, Auf Wiedersehn, Franziska und Nora. Kroschke war bis kurz vor Kriegsende 1945 aktiv; da er anschließend nirgendwo mehr auszumachen ist, könnte er in den letzten Kriegstagen gefallen sein.

## Filmografie
- 1930: Das alte Lied
- 1931: Die andere Seite
- 1931: Niemandsland
- 1932: Holzapfel weiß alles
- 1932: Drei von der Stempelstelle
- 1932: Kuhle Wampe oder: Wem gehört die Welt?
- 1936: Stadt Anatol
- 1936: Der Hund von Baskerville
- 1937: Mädchen für alles
- 1937: Karussell
- 1937: Tango Notturno
- 1938: Verklungene Melodie
- 1938: Fracht von Baltimore
- 1938: Schatten über St. Pauli
- 1938/47: Altes Herz geht auf die Reise
- 1939: Flucht ins Dunkel
- 1939: Sommer, Sonne, Erika
- 1939: Herzdame (L’héritier de Mondésir)
- 1940: Auf Wiedersehn, Franziska
- 1941: Der Strom
- 1942: Ein Walzer mit Dir
- 1942: Du gehörst zu mir
- 1943: Liebeskomödie
- 1943: Die beiden Schwestern
- 1943: Ein Mann mit Grundsätzen?
- 1943: Nora
- 1944: Die Affäre Roedern
- 1944. Die Brüder Noltenius
- 1945: Frühlingsmelodie